# Prærieugle
Prærieuglen (Athene cunicularia) er en lille fugl med lange ben. Den har store øjne, et rundt ansigt og nøgne fødder.
Prærieuglen lever på prærier og græssletter i Amerika, fra Canada til spidsen af Sydamerika.
Prærieuglen er kønsmoden efter 1 år.
Den overtager ofte forladte præriehundehuller, som bruges som rede. Her lægges 4-6 æg.
Prærieuglen er til forskel fra de fleste andre ugler aktiv om dagen. Den jager ved hjælp af både synet og hørelsen. Dens foretrukne bytte er krybdyr og insekter.

## Gallery
- Athene cunicularia
- Prærieugle hviler det ene ben